# ボルヒエナ科
ボルヒエナ科（ボルヒエナか、Borhyaenidae）は、後獣下綱砕歯目に属する絶滅した哺乳類の科。南アメリカ大陸に生息し、有胎盤類における食肉目と同様の生態的地位を占めた。体格が頑強で四肢が短く、走行性は高くなかったと推察されている。旧世界のハイエナに類似するボルヒエナをタイプ属とする。
当初ボルヒエナ科は砕歯目の大半の属を含む多様なグループとされ、体サイズ（イタチ～ライオン程度）や食性（雑食・肉食・腐肉食）が多岐にわたり、場合によってはティラコスミルス科を亜科として下位分類群に含む考えもあった。しかし、砕歯目に分類される大半の亜科が科に昇格し、ボルヒエナ科が他の科よりもプロボルヒエナ科やティラコスミルス科に近縁であることが判明したため、4属7種まで減少することになった。
ボルヒエナ科は古第三紀暁新世の前期（ダニアン期）には既に出現していたとされる。Australohyaena antiquaがアルゼンチンの漸新統から報告されているが、他の漸新世の基盤的ボルヒエナ上科はかつてボルヒエナ科と考えられていたものの、後続研究ではこのグループの他の明確なメンバーは全て中新世に限定されていると考えられている。前期中新世より後のボルヒエナ科の化石記録は乏しく、後期中新世に断片化石が存在するのみである。後期中新世のボルヒエナ科で唯一同定が確実な標本であるStylocynus paranensisは、前期中新世の化石に後期中新世の化石が混在した産地から産出したことが知られており、このグループが前期中新世の末からその後まで生存したことを示唆しない可能性がある。

## 分類
- †Family Borhyaenidae[2]
  - †Genus Arctodictis
    - †Arctodictis munizi
    - †Arctodictis sinclairi

  - †Genus Acrocyon
    - †Acrocyon riggsi
    - †Acrocyon sectorius

  - †Genus Australohyaena[3]
    - †Australohyaena antiqua

  - †Genus Borhyaena
    - †Borhyaena tuberata
    - †Borhyaena macrodonta

  - †Genus ?Eutemnodus